# کپلاویک
کپلاویک (به لاتین: Keflavík) یک شهر در ایسلند است که در South Constituency واقع شده‌است.

## خصوصیات
کپلاویک ۱۴٬۰۰۰ نفر جمعیت دارد.